# راويل عين الدين
راويل عين الدين لغة تترية: Rawil İsməğil uğlı Ğəynetdinev) ولد في 25 أغسطس 1959 في قرية شالي، هو مفتي روسيا السابق ورئيس المجلس الروسي للمفتين منذ سنة 1996 إلى يومنا هذا. ويعتبر مشارك دائم في حوارات الأديان.